# دیوید پیرلی
دیوید چارلز پیِرلی (انگلیسی: David Charles Purley؛ زادهٔ ۲۶ ژانویهٔ ۱۹۴۵ در باگنور رجیس، ساسکس، درگذشتهٔ ۲ ژوئیهٔ ۱۹۸۵ در کانال انگلیس در نزدیکی باگنو رجیس) رانندهٔ مسابقات اتومبیل‌رانی اهل بریتانیا بود که از فصل ۱۹۷۳ تا ۱۹۷۴، و دوباره در فصل ۱۹۷۷ در مجموع در یازده گراند پری از مسابقات جهانی فرمول یک شرکت کرد، اما موفق به کسب هیچ امتیازی نشد.
پیرلی در ۲ ژوئیه ۱۹۸۵ بر اثر حادثهٔ سقوط هواپیما در کانال انگلیس در نزدیکی باگنو رجیس درگذشت.
دیوید در فصل ۱۹۷۳ در سانحه رانندگی که برای دوستش اتفاق افتاد به دلیل شهامت و شجاعت زیادش برای نجات دوستش به چهره ای محبوب تبدیل شد و نشان افتخار دریافت کرد.